# Каргер Михайло Костянтинович
Миха́йло Костянти́нович Ка́ргер (нар. 17 (30) травня 1903, Казань — 26 серпня 1976, Ленінград) — радянський археолог, історик, мистецтвознавець. Професор Ленінградського університету (1949), лауреат Державної премії СРСР (1952), доктор історичних наук (1959).

## Біографія
Михайло Каргер народився у Російській імперії в місті Казань у родині вчителя. У 1919 році закінчив Самарську чоловічу гімназію, де навчався на історико-філологічному факультеті Самарського університету; у 1929 закінчив Петроградський університет в якому навчався на факультеті суспільних наук.
Після закінчення навчання працював у Російському музеї імені Олександра Пушкіна, Державній академії історії матеріальної культури, Ленінградському університеті. З 1939 почав працювати завідувачем кафедри російського мистецтва в Інституті живопису, скульптури і архітектури Всеросійської академії мистецтв, з 1949 — кафедри історії мистецтв на історичному факультеті Ленінградського університету. У 1964 отримав посаду завідувача Ленінградського відділення Інституту археології АН СРСР, де працював до 1972 року.
Помер 26 серпня 1976 року. Похований на Казанському кладовищі у місті Пушкін.

## Праці
Автор близько 120 наукових робіт. У 1928—1936 роках досліджував пам'ятки архітектури Новгорода Великого, з 1938 — пам'ятки Києва княжої доби, історію культури і мистецтва Київської Русі. Проводив розкопки у Вишгороді, Борисполі, Зарубі, Переяславі. У 1955 очолив Галицько-Волинську архітектурно-археологічну експедицію, під час якої в місті Галич, селі Крилос і місті Володимир-Волинський були досліджені пам'ятки XII—XIII століття. Підсумком досліджень Каргера давньоруських міст стала його фундаментальна праця «Древний Киев: очерки по истории материальной культуры древнерусского города» у двох томах (1958, 1961).